# (37283) 2000 YA71
2000 YA71 (asteroide 37283) é um asteroide da cintura principal. Possui uma excentricidade de 0.05694410 e uma inclinação de 12.78324º.
Este asteroide foi descoberto no dia 30 de dezembro de 2000 por LINEAR em Socorro.